# نیما دهقان
نیما دهقان (زاده ۱۳۵۷ در تهران) کارگردان تئاتر و تله تئاتر، تهیه‌کننده تلویزیون، پژوهشگر، منتقد، نویسنده، و عضو «گروه تئاتر تجربه» است.
از آثار او می‌توان کارگردانی نمایش‌های «خنکای ختم خاطره»، «ترن» و «دو متر در دو متر جنگ» را نام برد. نمایش خنکای ختم خاطره در سال ۱۳۸۸ برترین نمایش بخش بین‌الملل جشنواره بین‌المللی تئاتر فجر شد و پنج جایزه، از جمله بهترین کارگردانی را برای نیما دهقان به دست آورد.

## زندگی
نیما دهقان در سال ۱۳۵۷ در تهران زاده شد. او در رشته نمایش در گرایش ادبیات نمایشی در دانشگاه آزاد هنر و معماری واحد تهران مرکز تحصیل کرد.

## آثار
کارگردانی
- ۱۳۹۴ - جان گز (نویسنده: هاله مشتاقی نیا؛ نمایش دست بسته‌ها، شهدای غواص)
- ۱۳۹۲ - شیش و هشت (نویسنده: کوروش نریمانی؛ نمایش طنز)[۳][۴]
- ۱۳۹۱ - ترن (نویسنده: حمیدرضا آذرنگ؛ داستان تدفین شش شهید گمنام)[۵][۶]
- ۱۳۹۰ - خاموشی دریا (نویسنده: رضا گوران؛ مونولوگ؛ داستان افسری آلمانی که به خانواده‌ای فرانسوی راه پیدا کرده‌است)[۷]
- ۱۳۸۸ - خنکای ختم خاطره (نویسنده: حمیدرضا آذرنگ؛ دربارهٔ بی‌توجهی مسئولان نسبت به وضعیت خانواده‌های کشته‌شدگان و بازماندگان جنگ ایران و عراق)[۸][۹]
- ۱۳۸۸ - مادر مانده (نویسنده: حمید رضا آذرنگ)[۲]
- ۱۳۸۷ - کادانس (نویسنده: طلا معتضدی)[۲]
- ۱۳۸۵ - دو متر در دو متر جنگ (نویسنده: حمید رضا آذرنگ)[۲]
- ۱۳۸۴ - کانال کمیل (نویسنده: سید حسین فدایی حسین)[۲]
- ۱۳۸۲ - لوله (نویسنده: مهرداد رایانی مخصوص)[۲]
- - آنفلوآنزای خوکی[۷]
- ۱۳۸۰ - کفتر به توان ۲ (نویسنده: مهرداد رایانی مخصوص)[۲]
- ۱۳۷۹ - پرومته در زنجیر (نویسنده: آشیل)[۲]
- ۱۳۷۸ - عروس طوقی (نویسنده: ایرج کله جاهی اصل)[۲]
- ۱۳۷۷ - شاعر (نویسنده: داریو نیکودمی)[۲]

کارگردانی و نویسندگی
- ۱۳۸۱ - ملاقات شبانه[۲]

برنامه تلویزیونی
کارگردانی برنامه تلویزیونی «مجله تئاتر»
تله تئاتر
- سکوت
- دغدغه‌های پرچین چهار زبرو رازو رمزهای دور و دراز نیمه شب
- مرگ در ساعت مرغابی

## جوایز
- جایزه اول نویسندگی و کارگردانی، نمایش ملاقات شبانه از پنجمین جشنواره نمایش‌های کوتاه دانشگاه تهران
- جایزه دوم کارگردانی، نمایش عروس طوقی از دومین جشنواره سراسری کانون‌های نمایشی
- جایزه سوم کارگردانی، نمایش کانال کمیل از پنجمین جشنواره سراسری تئاتر میثاق
- جایزه بهترین اثر برگزیده، نمایش مادر مانده از بیست و هفتمین جشنواره تئاتر فجر
- جایزه بهترین اثر برگزیده و کارگردانی، نمایش خنکای ختم خاطره از بیست و هشتمین جشنواره تئاتر فجر